# Dimorphostylis namhaedoensis
Dimorphostylis namhaedoensis is een zeekommasoort uit de familie van de Diastylidae. De wetenschappelijke naam van de soort is voor het eerst geldig gepubliceerd in 2002 door Lin & Lee.